# Metro van Rijsel
De metro van Rijsel (Frans: Métro de Lille) in de Noord-Franse stad Rijsel en enkele omliggende steden werd geopend in 1983. Rijsel is een van de zes Franse steden met een metronetwerk. Met een totale lengte van 43,6 kilometer is het is na de metro van Parijs het langste metronetwerk van Frankrijk. 

## Kenmerken
De besturing van de metrovoertuigen vindt volledig automatisch plaats, zonder bestuurders, via het Franse VAL-system (Véhicule Automatique Léger = licht automatisch voertuig). Deze metro is de eerste onbemande metro ter wereld en werd in 1981 geopend. De treinen zijn slechts 2,2 meter breed en 26 meter lang, en bestaan uit twee gekoppelde rijtuigen. De treinen rijden op luchtbanden en gebruiken alleen bij calamiteiten en op het remiseterrein stalen hulpwielen.
Elk station heeft perrons van 52 meter lang en er kunnen dus twee metrostellen aan elkaar gekoppeld worden bij drukte. Bij alle perrons is de toegang tot de sporen afgesloten door schuifdeuren die enkel geopend zijn wanneer er zich een metrostel in het station bevindt. Elk treinstel heeft een capaciteit van 156 personen. Er zijn 62 metrostations, die lopen tussen Lomme en Tourcoing. De eindhalte C.H. Dron ligt op 360 meter van de Belgische grens.

## Netwerk
De bouw van de eerste lijn startte in 1978. Het eerste deel van het metronet werd officieel geopend op 25 april 1983 tussen de stations 4 Cantons en République. Op 2 mei 1984 werd lijn 1 in zijn totaal opgeleverd. Lijn 2 werd geopend op 3 april 1989. Lijn 1 is 12,5km lang en verdeeld over 18 stations, voornamelijk in de stad Rijsel. Lijn 2 is 31,1km lang en heeft 44 stations die tot in Roubaix en Tourcoing leiden. 

## Exploitatie
De voertuigen van de metro van Rijsel zijn van het VAL-systeem. Ilévia, de vervoersmaatschappij die instaat voor het openbaar vervoer in de Métropole européenne de Lille, heeft 83 metrovoertuigen van het type Val 206 en 60 van het type Val 208. De treinen hebben een maximumsnelheid van 80km/h. Eind 2019 werd een protype gepresenteerd van een nieuw voertuig dat 52 meter lang moet worden.
De metro rijdt van 5 uur 's morgens tot middernacht. Overdag rijdt er elke 1,5 tot 4 minuten een trein, in de spits elke minuut. In het jaar 2018 maakten zo'n 119 miljoen reizigers gebruik van de Rijselse Metro. Twee jaar eerder, in 2016, lag dat aantal nog op 112 miljoen, waarvan de geschatte graad van zwartrijden toen op 13,2% lag. Met als doel om dat zwartrijden te bestrijden, maakten in 2017 de eerste elektronische toegangspoorten hun opwachting in het metrostation van Lille-Flandres. In de jaren die volgden werden ze in steeds meer stations geplaatst, en vandaag zijn alle 62 stations uitgerust met de toegangspoorten.
Vervoer van fietsen is niet toegestaan.